# Here (canción)
"Here" es el sencillo debut de la cantante canadiense Alessia Cara y el primer sencillo de su extended play (EP) Four Pink Walls (2015), y su álbum debut Know-It-All (2015). La canción fue lanzada el 7 de mayo de 2015. Según la artista, la canción es acerca de todos a los que secretamente odian las fiestas."Here" ganó lentamente popularidad, y se convirtió en la primera entrada de Cara en la lista estadounidense Billboard Hot 100 debutando en el número 95 la semana del 22 de agosto de 2015, después se convirtió en su primer top 5. Mientras tanto, "Here" ha logrado estar en el top 40 en Australia, Canadá, Países Bajos, Nueva Zelanda, y el Reino Unido. La remezcla oficial cuenta con el rapero estadounidense Logic.

## Composición
Musicalmente es una canción de R & B alternativo. El cuerpo principal de la canción es la base de "Ike's Rap II"'" de Isaac Hayes.

## Recepción de la crítica
Here fue recibida con opiniones generalmente favorables por la crítica musical y profesional, que elogiaron el concepto y la letra de la canción. Rolling Stone clasificó "Here" en el número 21 en su lista de fin de año de las 50 mejores canciones de 2015. Billboard clasificó "Here" en el número seis en la lista a fin de año diciendo: "Si 'Royals' de Lorde fue un pañuelo de lágrimas para los que se sentían aislados por la muralla de materialismo en la cultura pop, a continuación, Here de Alessia Cara es el himno para los alimentados con la superabundancia de canciones pop sobre fiestas. Gracias a que la cantante, siendo una persona introvertida, por fin enfría las cosas ". El prestigioso Village Voice votó que  "Here"  se ubicara en el número 18 en su lista del mejor single lanzado en 2015 en la encuesta de sus críticos anuales de fin de año ', Pazz & Jop; la canción está ligada con la de Courtney Barnett "Depreston".

### Premios
| Publicación          | Premio                            | Lugar |
| -------------------- | --------------------------------- | ----- |
| Billboard            | Las 25 mejores canciones de 2015  | 6     |
| Complex              | Las mejores canciones de 2015     | 10    |
| Consequence of Sound | Las 50 mejores canciones de 2015  | 42    |
| Entertainment Weekly | Las 40 mejores canciones de 2015  | 4     |
| Pazz & Jop           | Single del Año 2015               | 18    |
| Pitchfork            | Las 100 mejores canciones de 2015 | 32    |
| PopMatters           | Las 90 mejores canciones de 2015  | 64    |
| Rolling Stone        | Las 50 mejores canciones de 2015  | 21    |
| Time Out London      | Las 100 mejores canciones de 2015 | 10    |

## Vídeo Musical
Un video lírico oficial de la canción fue lanzada en su página de YouTube, el 7 de mayo de 2015. El vídeo oficial fue dirigido por Aaron A y fue lanzado en su página de YouTube el 26 de mayo de 2015. El vídeo recrea la fiesta donde estuvo una noche Alessia. Según ella misma explica, se sintió tan incomoda y fuera de lugar, que tuvo que marcharse. Al día siguiente decidió componer una canción sobre este acontecimiento cuando llegó al estudio, es así como nació “Here”. En el videoclip aparece una recreación de la fiesta en cuestión y los “actores” que aparecen, son personas que realmente estuvieron en la fiesta de la que Alessia habla. Ella ha dicho en más de una ocasión que probablemente el problema no era de la fiesta sino ella. Ya desde pequeña le costaba hablar con los demás y se pasaba horas en su habitación dibujando, escribiendo o componiendo.

## Presentaciones en vivo
El 29 de julio de 2015, Cara debutó en la televisión estadounidense en The Tonight Show con Jimmy Fallon interpretando "Here", con la banda de house The Roots, después de que el anfitrión Jimmy Fallon descubrió la canción en línea. El 31 de octubre de 2015, Cara se unió a Taylor Swift en el escenario como un invitado sorpresa en el 1989 World Tour en Tampa, Florida, cantando a dúo  "Here" para el final del show de Swift. el 20 de noviembre de 2015, Cara cantó "Here" en vivo durante los créditos finales del programa de comedia en vivo de la NBC, Undateable.

## Listas

### Semanales
| Lista (2015–16)                             | Mejor posición |
| ------------------------------------------- | -------------- |
| Australia (ARIA)                            | 12             |
| Austria (Ö3 Austria Top 40)                 | 63             |
| Bélgica (Flandes) (Ultratip Bubbling Under) | 4              |
| Bélgica (Valonia) (Ultratop 50)             | 34             |
| Canadá (Canadian Hot 100)                   | 19             |
| República Checa (Rádio Top 100)             | 46             |
| Francia (SNEP)                              | 21             |
| Germany (Official German Charts)            | 59             |
| Irlanda (IRMA)                              | 71             |
| Italy (FIMI)                                | 63             |
| Países Bajos (Dutch Top 40)                 | 34             |
| Países Bajos (Mega Single Top 100)          | 26             |
| Nueva Zelanda (Recorded Music NZ)           | 15             |
| Suecia (Sverigetopplistan)                  | 62             |
| Suiza (Schweizer Hitparade)                 | 44             |
| Reino Unido (UK Singles Chart)              | 28             |
| Estados Unidos (Billboard Hot 100)          | 5              |
| Estados Unidos (Hot R&B/Hip-Hop Songs)      | 1              |
| Estados Unidos (Adult Top 40)               | 16             |
| Estados Unidos (Latin Pop Airplay)          | 18             |
| Estados Unidos (Mainstream Top 40)          | 1              |

| Lista (2015)                     | Posición |
| -------------------------------- | -------- |
| Canadá(Canadian Hot 100)         | 60       |
| Estados Unidos Billboard Hot 100 | 94       |

## Certificaciones
| País           | Organismo certificador | Certificación | Ventas certificadas | Ref.   |
| -------------- | ---------------------- | ------------- | ------------------- | ------ |
| Australia      | ARIA                   | Platino       | 70 000              | [ 44 ] |
| Brasil         | ABPD                   | Oro           | 30 000              | [ 45 ] |
| Canadá         | Music Canada           | 3× Platino    | 240 000             | [ 46 ] |
| Dinamarca      | IFPI — Dinamarca       | Oro           | 15 000              | [ 47 ] |
| Estados Unidos | RIAA                   | 2× Platino    | 2 000 000           | [ 48 ] |
| Italia         | FIMI                   | Oro           | 25 000              | [ 49 ] |
| Nueva Zelanda  | RMNZ                   | Platino       | 30 000              | [ 50 ] |
| Reino Unido    | BPI                    | Plata         | 200 000             | [ 51 ] |
| Suecia         | IFPI — Suecia          | Platino       | 40 000              | [ 52 ] |